# Kred, Kobarid
Kred este o localitate din comuna Kobarid, Slovenia, cu o populație de 128 de locuitori.